# Messerschmitt Bf 108 Taifun
Messerschmitt Bf 108 Taifun (angleško: " Typhoon ") je bilo nemško enomotorno  potovalno letalo, ki ga je razvil Bayerische Flugzeugwerke . Bf 108 je bil popolnoma kovinske konstrukcije. Veliko se je uporabljal za prevoze častnikov med drugo svetovno vojno, med drugim tudi na ozemlju sedanje Slovenije.

## Karakteristike (Bf 108B)
Podatki iz Jane's all the World's Aircraft 1938, Die Deutsche Luftrüstung 1933–1945 Vol.3 – Flugzeugtypen Henschel-Messerschmitt
Splošne značilnosti
- Posadka: 1 or 2
- Število sedežev: 2 or 3 passengers
- Dolžina: 829 m (2.719 ft 10 in)
- Razpon kril: 105 m (344 ft 6 in)
- Višina: 23 m (75 ft 6 in)
- Površina kril: 164 m2 (1.770 sq ft)
- Aeroprofil: root: NACA 2416; tip: NACA 2413[3]
- Teža praznega letala: 806 kg (1.777 lb)
- Bruto teža: 1.350 kg (2.976 lb)
- Pogon letala: 1 × Argus As 10C V-8 inverted air-cooled piston engine, 174 kW (233 hp)
- Propelerji: št. lopatic: 2 variable-pitch propeller

Zmogljivost
- Maks. hitrost: 305 km/h (190 mph; 165 kn)
- Potovalna hitrost: 260 km/h (162 mph; 140 kn)
- Landing speed: 85 km/h (53 mph; 46 kn)
- Doseg: 1.000 km (621 mi; 540 nmi) at 250 km/h (160 mph; 130 kn)
- Višina leta: 6.200 m (20.341 ft) (with 3 pax + 50 kg (110 lb) baggage)
- Čas do višine: 1.000 m (3.300 ft) in 3 minutes 12 seconds

2.000 m (6.600 ft) in 7 minutes 30 seconds
3.000 m (9.800 ft) in 14 minutes
4.000 m (13.000 ft) in 22 minutes
5.000 m (16.000 ft) in 39 minutes
- Obremenitev kril: 823 kg/m2 (169 lb/sq ft)
- Razmerje moč/teža: 0.133 kW/kg (81 hp/lb)